# 양요정
양요정(兩樂亭)은 대한민국 전북특별자치도 임실군에 있는, 성균진사 양요당 최응숙이 지은 정자이다. 1997년 7월 18일 전북특별자치도의 문화유산자료로 지정되었다.

## 개요
조선 중종(재위 1506∼1544) 때부터 선조(재위 1567∼1608) 때까지 살았던 성균진사 양요당 최응숙이 지은 정자이다.
정자 이름은 맹자의 ‘인자요산(仁者樂山), 지자요수(智者樂水)’라는 말에서 따 왔다고 한다.
사회를 피해 낙향하여 지은 것으로 약 450년 전에 지은 것으로 추정한다. 건물을 지은 기록에 따르면 지금 있는 자리보다 훨씬 아래쪽에 세웠으나, 1965년 옥정호 공사로 인하여 지금 있는 자리에 옮겨 지었다고 한다.
건물은 앞면 3칸·옆면 3칸 규모로, 지붕은 옆면에서 볼 때 여덟 팔(八)자 모양을 한 팔작지붕이다. 한 가운데에 1칸 규모의 방이 있고, 그 주위에 툇마루를 놓았다. 정자 전체에는 여러 가지 색으로 무늬를 놓아 그리거나 칠한 단청과 벽화가 있다.

## 참고 자료
- 양요정 - 국가유산청 국가유산포털